# 遵义茅台机场
遵义茅台机场是中国贵州省遵义市的4C級民用机场之一，位于仁怀市高大坪镇银水村。2023年該機場之旅客流量為1,608,258人次。

## 历史
1999年12月29日，遵义市人民政府市长傅传耀在参加省长办公会时，首次提出“建设仁怀茅台支线机场”议题。后获得中共贵州省委、贵州省人民政府支持。贵州省省长钱运录明确：“遵义茅台支线机场由遵义市根据全市经济社会发展的需要，会同有关专家进行全面论证后，提出方案，按程序上报。”1999年12月，仁怀茅台机场项目前期申报工作启动。2000年1月，遵义市、仁怀市成立茅台机场领导小组，开展前期工作。2005年9月，设计单位完成机场《预可研报告》，于同年10月由遵义市人民政府上报贵州省人民政府，转报国务院、中央军委。此后中国人民解放军成都军区空军同意新建茅台民用机场，中国民航总局批复同意银水场址作为茅台机场场址。由此遵义茅台机场被列入全国民用机场规划布局，并且列入全国“十一五”建设项目。但因受支线机场布局规划调整及县域经济发展影响，茅台机场退出全国规划建设的244个机场及全国“十二五”新建机场64个名单，茅台机场建设项目自此搁置。直到2011年4月才初见启动曙光。
2010年，仁怀市生产总值达到200.23亿元，人均生产总值6500美元，成为贵州省工业强县（市）中的排头兵；同时茅台集团实现销售收入155.43亿元，利税总额、上缴税金、利税率、人均创利税等居全国白酒行业第一名。在此的发展势头下，茅台机场建设再度被提上日程。2010年，茅台集团和仁怀市多次向贵州省、遵义市等的领导反映茅台机场建设的必要性。2011年4月9日，中共贵州省委书记栗战书、省长赵克志在茅台集团调研时指出要抓紧做好茅台机场的前期工作，争取2011年开工建设。遵义市、仁怀市随即先后成立遵义茅台机场筹建工作领导小组和办公室，启动机场前期工作。
2012年1月12日，国务院印发《关于进一步促进贵州经济社会又好又快发展的若干意见》（国发〔2012〕2号）文件，明确指出“研究建设仁怀茅台机场”。
2012年，贵州省人民政府向国务院、中央军委上报了《关于请求批准建设仁怀茅台机场的请示》，场址重新经中国民航工程咨询公司《关于贵州茅台机场工程场址复核补充报告的评审报告》评审通过，成都军区空军《关于贵州省仁怀茅台民用机场场址认定事》，民航西南地区管理局《关于对贵州仁怀茅台机场场址复核的意见》同意银水场址为仁怀茅台民用机场推荐场址。2012年5月4日，国家发改委委托中国国际工程咨询公司全面评估通过《贵州仁怀茅台机场预可行性研究报告》。由茅台集团和仁怀市人民政府按7：3比例共同出资1.1亿元启动机场高速公路建设，由茅台集团和仁怀市人民政府按7：3比例共同出资2亿元组建茅台机场有限责任公司，全面负责该机场场内建设任务和前期工作。
2013年1月13日，国务院、中央军委国函〔2013〕13号文件正式批复同意新建贵州仁怀民用机场。在中央、省市各级各部门的全力支持下，先后完成了中国国际工程咨询公司仁怀机场项目可研咨询评估报告、国土部土地预审、环保部环评批复、国家发改委节能登记备案、省发改委招标方案、省住建厅选址意见等十大要件。
2014年10月，国家发改委批复仁怀机场工程可行性研究报告。2014年，民航西南地区管理局与贵州省发改委联合以民航西南局函〔2014〕276号、316号文件分别批复了贵州仁怀民用机场总体规划和初步设计及概算。2014年12月，成都军区空军批复仁怀机场空域规划。
2015年3月初，仁怀茅台机场全面开工建设。该机场定位为遵义新舟机场之外的“遵义第二机场”。2016年4月，正在建设的仁怀机场经国家民航局批准，正式命名为遵义茅台机场，英文名称为“ZUNYI MAOTAI AIRPOPT”。2017年4月24日遵义茅台机场投产校验飞行，6月22日试飞成功。遵义茅台机场建设过程中实施了贵州省第一个“耕作层剥离利用”工程，累计剥离利用耕作层、园地、林地表层土51万立方米，造出近1700亩高标准耕地。在开挖飞机跑道时发现了地下热泉源，被转换为机场的供暖源，可为机场供暖设施运行减少约30%的成本。
2017年8月31日，遵义茅台机场建设工程全面完工。经过5年建设，遵义茅台机场建成2600米跑道、3100平方米的停机坪、15000平方米航站楼、4个停机位，配套建设了供油、供水、供电、暖通、气象、通导等保障设施和辅助生产设施。2017年10月31日，遵义茅台机场正式通航，由北京飞来的一架波音飞机降落在遵义茅台机场，这是遵义茅台机场的首航客机。同时，全国首个设立在机场的候机军人VIP休息厅也在遵义茅台机场开始对外开放。当天起降了成都、海口、北京、天津等航班，自2017年11月1日起开通上海、三亚、郑州、长沙、济南、贵阳航班。此后，遵义茅台机场还将争取开通部分国际航班。

## 设施
根据2012年的规划，机场按满足2020年旅客吞吐量35万人次、货邮吞吐量3500吨的目标设计，飞行区等级指标为4C。主要建设内容包括：新建一条长2600米、宽45米的跑道和1条长144.5米、宽18米的垂直联络道，跑道主降方向设I类精密进近仪表着陆系统和灯光系统，次降方向设B型简易进近灯光系统；新建4000平方米的航站楼、4个机位的站坪，以及3300平方米的辅助生产生活设施；新建1座塔台和700平方米的航管楼；配套建设通信、气象、供电、给排水、供热、供冷、供气、供油、消防救援等设施。仁怀机场项目总投资15.73亿元，其中，国家发改委安排中央预算内投资3.07亿元，民航局安排民航发展基金7.8亿元，其余由贵州省和仁怀市政府按照等比例安排财政性资金解决。

## 航空公司与航点
2025年夏秋航季（3月30日至10月25日），开通运营航线21条，通航城市27个。
| 航空公司     | 目的地                                         |
| ------------ | ---------------------------------------------- |
| 多彩贵州航空 | 贵阳、合肥、濟南、南昌、南京、荔波、铜仁、兴义 |
| 厦门航空     | 大连、杭州、泉州、武漢、廈門                   |
| 西部航空     | 拉萨、郑州                                     |
| 中国国际航空 | 北京/首都                                      |
| 中国东方航空 | 上海/浦东、昆明、西安                          |
| 首都航空     | 合肥、丽江                                     |
| 中国南方航空 | 广州、深圳                                     |
| 天津航空     | 海口、西安                                     |
| 华夏航空     | 重庆、铜仁、湛江                               |
| 祥鹏航空     | 宁波、西双版纳                                 |